# Лоуэлл, Роберт
Ро́берт Ло́уэлл (англ. Robert Lowell; 1 марта 1917, Бостон, Массачусетс, США — 12 сентября 1977, Нью-Йорк) — американский поэт, драматург и литературный критик, представитель исповедального направления в поэзии.
«Быть может, самый значительный из американских поэтов второй половины двадцатого века», как охарактеризовала его Американская Академия поэтов, подводя итоги XX века. Оказал большое влияние на англоязычную культуру. В 1947 удостоен звания Поэта-лауреата США.

## Биография
Лоуэлл родился в Бостоне в привилегированной и одной из самых известных в городе семей. До него, эта семья дала американской поэзии двух выдающихся поэтов: Джеймса Рассела Лоуэлла и Эми Лоуэлл, являвшуюся представительницей имажизма.
Лоуэлл получил филологическое образование в Гарварде и в Кенион-колледже в Огайо, после чего занялся преподаванием. Пацифист по убеждениям, он отказался служить в армии в годы Второй мировой войны, за что был на короткое время заключен в тюрьму. Впоследствии, в 1960-х годах, он протестовал против войны во Вьетнаме.
Уже в двадцать лет Лоуэлл был автором стихотворений, которые через несколько лет вошли в его первую книгу «Страна непохожести» (1944). Следующая книга Лоуэлла — «Замок лорда Уири» (1947) — принесла ему широкую известность, за неё автору была присуждена Пулитцеровская премия. Постепенно его стихи становились все менее формальными, он отказался от традиционных размеров и ритмов. Самым главным для Лоуэлла в те годы было выработать его неповторимый поэтический «голос». Его тексты тех лет стали образцом так называемого исповедального направления в поэзии, в них поэт ведет прямой разговор с читателем.
Книгу Лоуэлла «Постижение жизни», вышедшую в 1959 году, часто сравнивают с «Бесплодной землёй» Т. С. Элиота. В 1973 году вышла книга Лоуэлла с обманчиво простым названием «История». Он сам объяснял обращение к истории так:
Великие, эпического размаха события не проходят бесследно. Конечно, сведения о них используются в процессе обучения, в целях пропаганды или накопления знаний — но у них есть и некая таинственная метафизическая значимость. Постигнув её, мы приближаемся к пониманию характера какой-либо нации.
Анатолий Кудрявицкий, один из переводчиков Лоуэлла на русский язык, писал о нем:
Лоуэлл не просто констатирует события, он смотрит на них с точки зрения философа и заглядывает не только в прошлое, но и в будущее. Потому, наверное, эти стихи о тирании и лицемерии, терроризме и медико-биологических экспериментах звучат так актуально и сегодня.
Следующая книга поэта, которая называлась «Дельфин» (1973), стала второй книгой Лоуэлла, удостоенной Пулитцеровской премии. В 1976 вышел в свет большой том его избранных стихотворений. Поэт скончался от сердечного приступа в нью-йоркском такси.

## Личная жизнь
- Первая жена (1940—1949) — писательница Джин Стаффорд (1915—1979).
- Вторая жена (в браке с 1949 фактически до 1970, развод оформлен в 1972) — Элизабет Хардвик (1916—2007):
  - дочь Харриет (р. в 1957)
- Третья жена (фактически с 1970, брак заключён в 1972) — Кэролайн Блэквуд (1931—1996), бывшая жена художника Люсьена Фрейда и пианиста Исраэля Ситковица:
  - сын Шеридан (р. в 1971)
  - падчерица Ивана (р. в 1966, отец - британский сценарист и продюсер Иван Моффат)

За полгода до смерти Лоуэлл оставил Кэролайн Блэквуд и вернулся к Элизабет Хардвик.

## Переводы
Лоуэлл был плодовитым переводчиком, однако мнения относительно качества его переводов разнятся. Так, Набоков отрицательно характеризовал его переводы из Мандельштама и Рембо.

## Публикации на русском языке
- Избранное. Сост. А. Ибрагимова. Разн. переводчики. М.: Прогресс, 1982
- Роберт Лоуэлл в библиотеке Мошкова
- Стихотворения в переводе Анатолия Кудрявицкого. «Дети Ра» № 3-4, 2007.